# رومریا (فیلم)
رومریا (انگلیسی: Romería) فیلمی در ژانر درام محصول سال ۲۰۲۵ به نویسندگی و کارگردانی کارلا سیمون است. در این فیلم، یوسیا گارسیا در نقش مارینا، زن جوان یتیمی ایفای نقش می‌کند که در جست‌وجوی حقیقتی دربارهٔ گذشتهٔ پدرِ بیولوژیکی خود است. این فیلم نخستین بار در ۲۱ مه ۲۰۲۵ در بخش رقابت اصلی هفتاد و هشتمین جشنواره فیلم کن به نمایش درآمد و قرار است در ۵ سپتامبر ۲۰۲۵ توسط الاستیکا فیلمز در اسپانیا اکران شود.